# Маршьен
Маршье́н (фр. Marchiennes) — коммуна во Франции, регион О-де-Франс, департамент Нор, кантон Сен-ле-Нобль. Расположена в 19 км к востоку от Дуэ и в 30 км к югу от Лилля, в 6 км от автомагистрали А21 «Рокада Миньер» и в 8 км от автомагистрали А23, на берегу реки Скарп.
Население (2017) — 4 590 человек.

## Достопримечательности
Бывшее бенедиктинское аббатство Св. Риктруды и Св. Петра, основанное в 630 году и разрушенное, как и большинство монастырей, во время Великой французской революции (1792). От аббатства сохранились здание тюрьмы, в котором сейчас располагаются городская мэрия и краеведческий музей, и церковь святой Риктруды.

## Экономика
Структура занятости населения:
- сельское хозяйство — 0,7 %
- промышленность — 5,6 %
- строительство — 14,2 %
- торговля, транспорт и сфера услуг — 29,5 %
- государственные и муниципальные службы — 50,1 %

Уровень безработицы (2017) — 10,9 % (Франция в целом — 13,4 %, департамент Нор — 17,6 %). 

Среднегодовой доход на 1 человека, евро (2017) — 21 700 (Франция в целом — 21 110, департамент Нор — 19 490).

## Демография
Динамика численности населения, чел.

## Администрация
Пост мэра Маршьена с 2006 года занимает Клод Мерли (Claude Merly). На муниципальных выборах 2020 года возглавляемый им правый список одержал победу в 1-м туре, получив 69,02 % голосов.
| Период | Период | Фамилия    | Партия                                                       | Примечания |
| ------ | ------ | ---------- | ------------------------------------------------------------ | ---------- |
| 1971   | 1989   | Муаз Дюфур | Коммунистическая партия                                      |            |
| 1989   | 1995   | Пьер Лемер | Социалистическая партия                                      |            |
| 1995   | 2006   | Серж Гайо  | Объединение в поддержку Республики Союз за народное движение |            |
| 2006   |        | Клод Мерли | Разные правые                                                |            |

## Города-побратимы
- Спелдхерст, Великобритания

## Знаменитые уроженцы
- Феликс Лабис (1905—1982) — живописец, театральный художник, иллюстратор. Сюрреалист. Член Академии изящных искусств Франции.
- Жювеналь Корбино (1776—1848) — граф, французский генерал эпохи Наполеоновских войн.
- Эркюль Корбино (1780—1823) — барон, французский полковник эпохи Наполеоновских войн.

## Ссылки

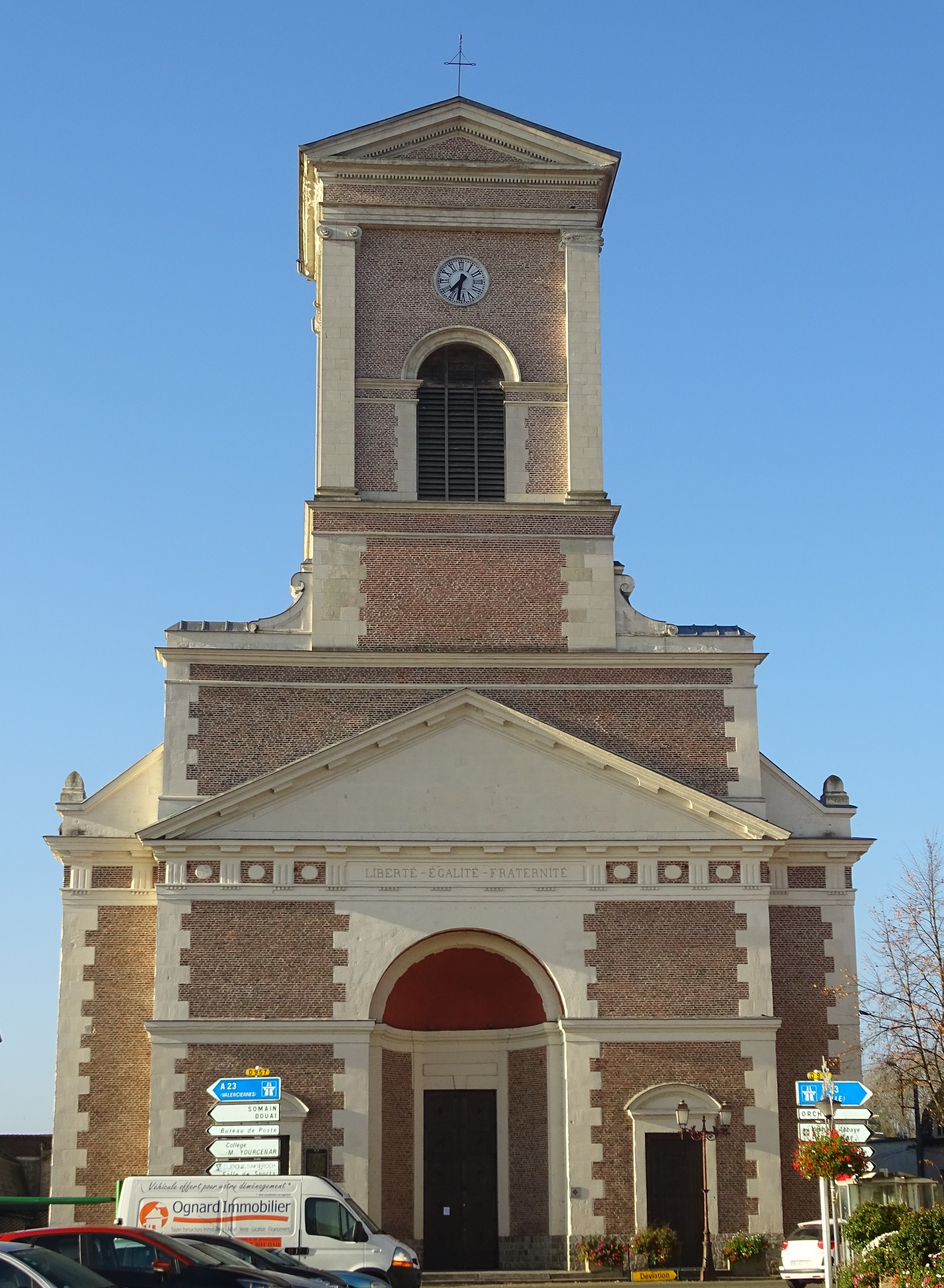
Церковь Святой Риктруды